# Pegnitz (Fluss)
Die Pegnitz (ⓘ) ist ein Fluss in Franken, der sich nach einem fast 113 km langen, insgesamt südwestlichen Lauf in Fürth mit der linken Rednitz zur Regnitz vereint. Auf dem Fließweg mit seinem längeren und auch wasserreicheren Oberlauf Fichtenohe ist er über 128 km lang.

## Namensdeutung
Der Flussname Pegnitz geht zurück auf den Namen „Paginza“ von 889 und wird als Ableitung mit einem -nt-Suffix zu indogermanisch bhog- „fließendes Wasser“ gesehen. 1119 bei der ersten urkundlichen Erwähnung der Stadt Pegnitz ist sie als „Begenze“ und 1196 als „Begnitz“ zu finden, bevor der heutige Name 1329 erwähnt wurde. In Franken wird sie auch oft „Bengertz“ genannt.

## Geographie

### Quelle und Oberlauf

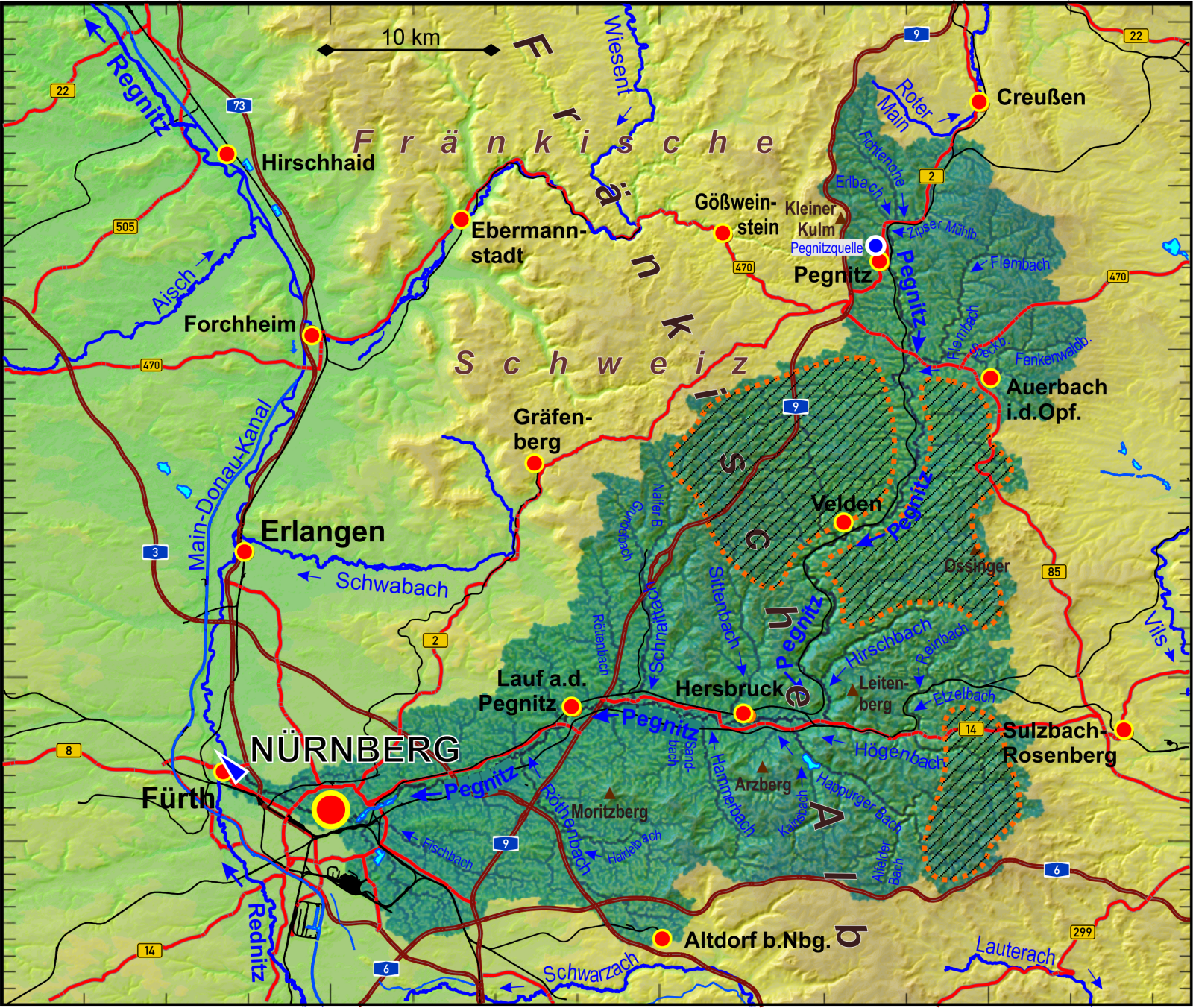
Einzugsgebiet der Pegnitz

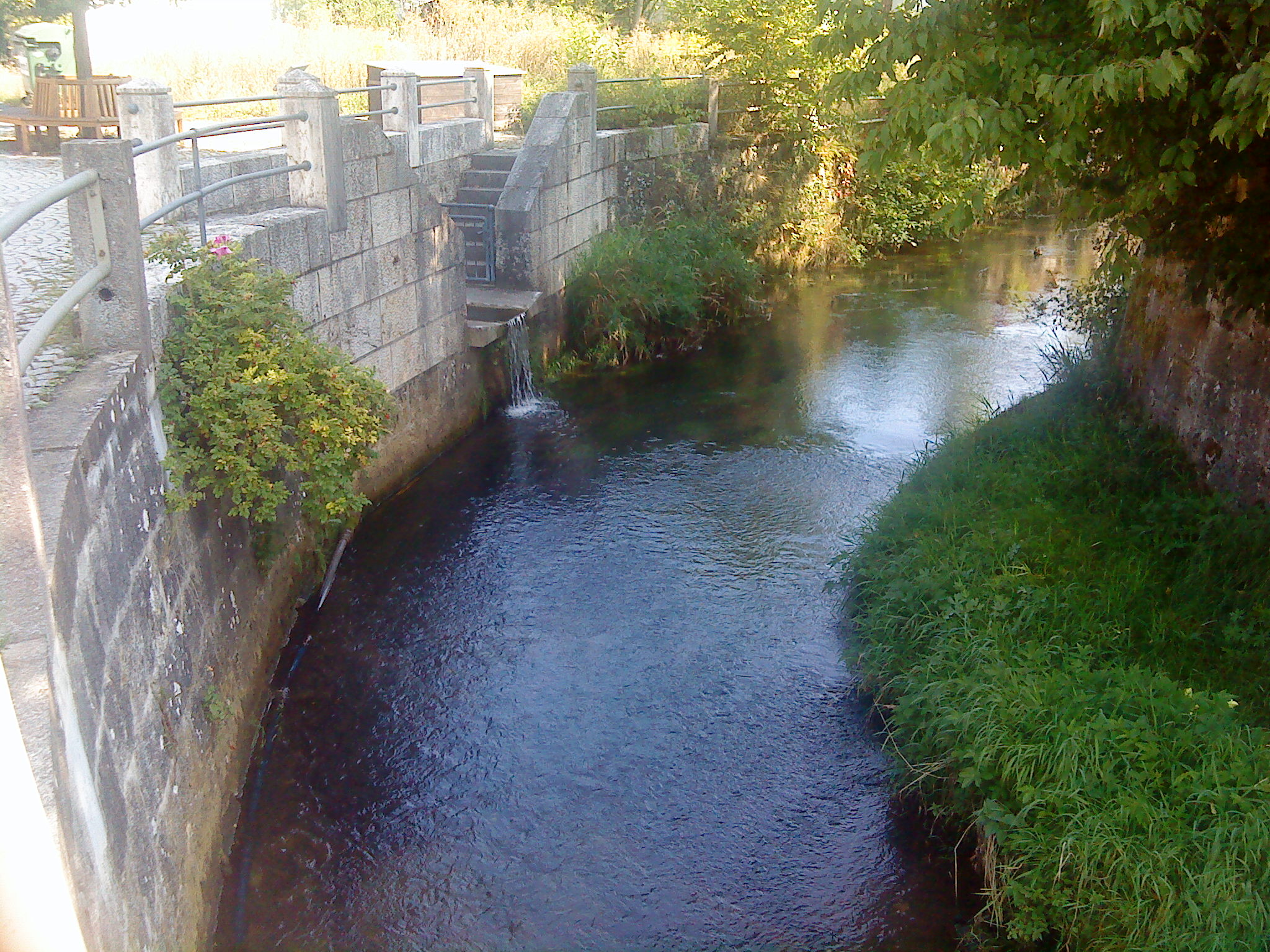
Die längere und deutlich wasserreichere Fichtenohe (hinten rechts) „mündet“ in die der Pegnitzquelle entsprungene Pegnitz (der kleine Wasserfall links)

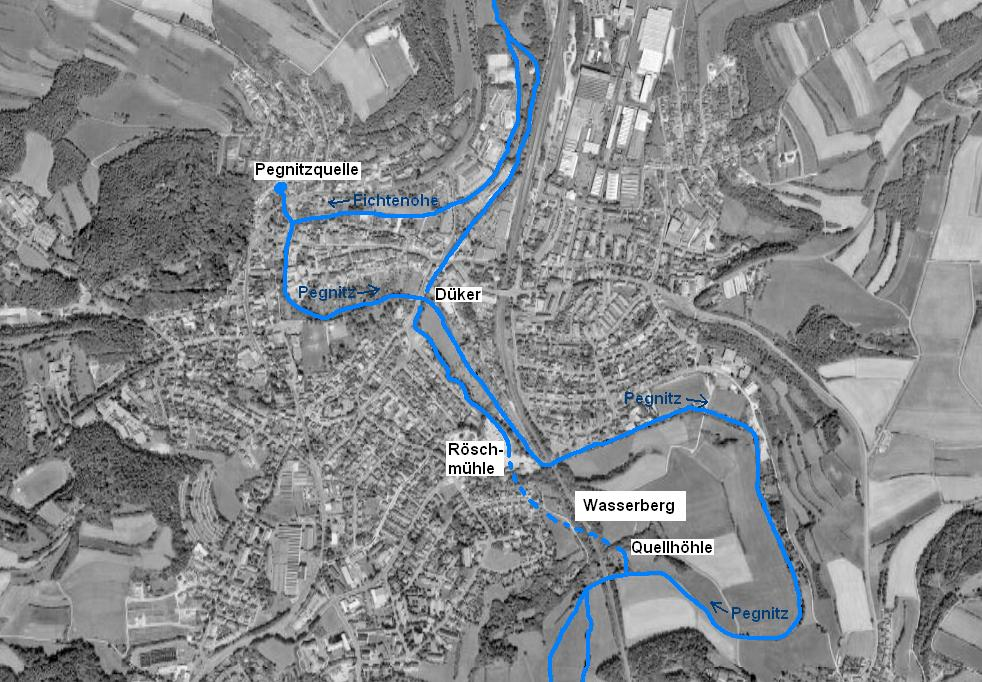
Während die Pegnitz etwa 15 Minuten für das „Umfließen“ des Wasserberges braucht, dauert der unterirdische Durchfluss circa 180 Minuten

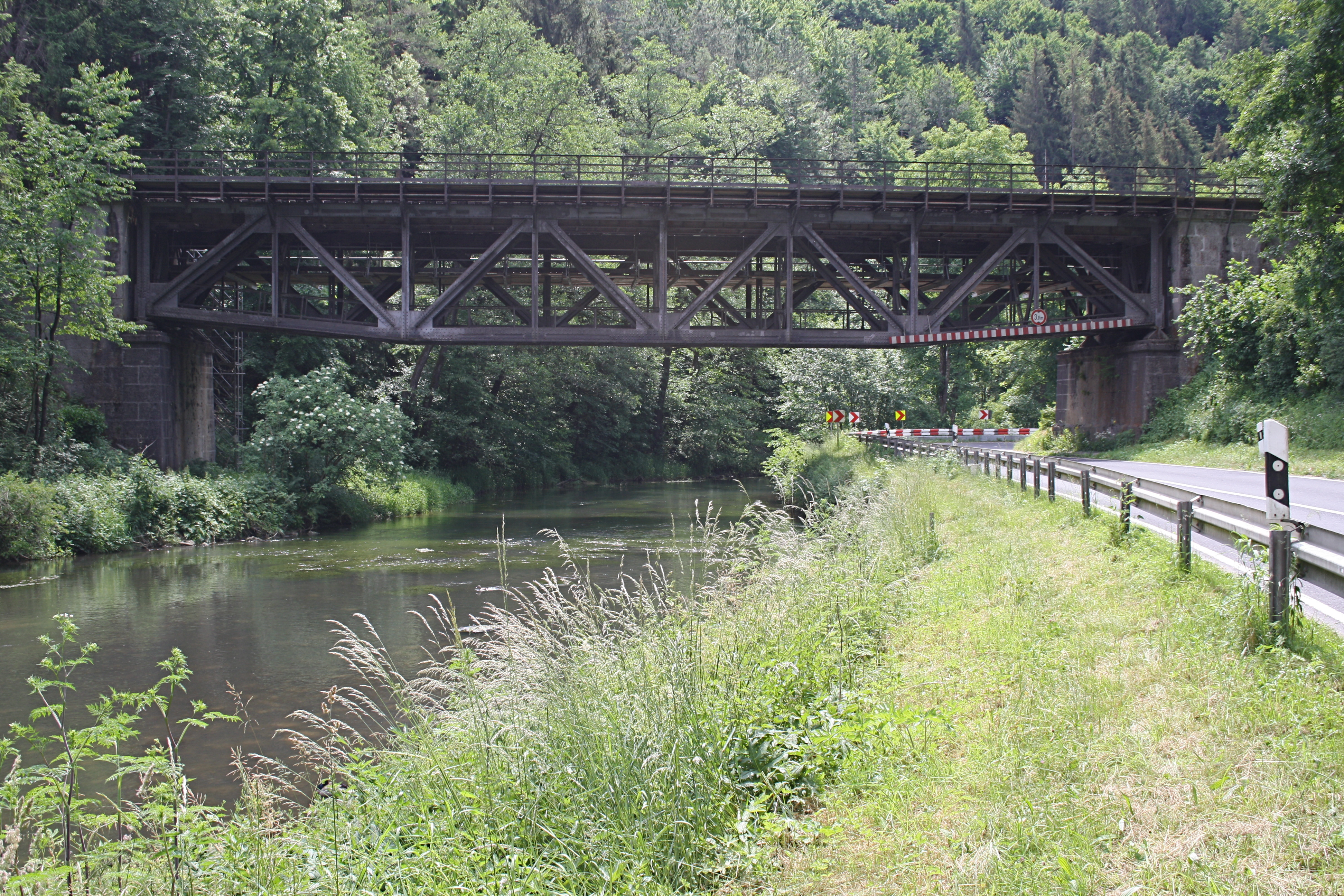
Bei Velden wird das enge Tal der Pegnitz mehrfach von der Bahnstrecke Nürnberg–Cheb gequert

Die Quelle der Pegnitz befindet sich in der Stadt Pegnitz am Osthang des Schloßbergs (543 m ü. NN): Aus einer an diesem Berg in 425 m Höhe gelegenen Karstquelle fließt das Wasser der Pegnitz durch das Pegnitzer Stadtgebiet. Der Großteil des dortigen Pegnitzwassers kommt jedoch nicht von dieser Quelle, sondern entspringt im Lindenhardter Forst als Fichtenohe, die in Richtung Pegnitz fließt und im Stadtgebiet in den kurzen Bach aus der Pegnitzquelle mündet.

#### Fichtenohe
Die Fichtenohe ist ein circa 14,7 km langer linker Zufluss der am Zusammenfluss erst etwa hundert Meter langen Pegnitz. Manche rechnen die Fichtenohe auch zur Pegnitz und sehen diesen Namen nur als Nebennamen für den Oberlauf der Pegnitz. Sie entspringt im Lindenhardter Forst, nördlich von Lindenhardt, nahe der A 9. Von dort fließt sie recht beständig nach Süden und teilt sich in Pegnitz seit dem Mittelalter in zwei Arme. Obwohl der in die nur wenige Meter lange Pegnitz einmündende rechte Arm der Fichtenohe bereits in Pegnitz recht stattlich auftritt und diese in der Wasserführung übertrifft, heißt der Bach ab dort Pegnitz (49° 45′ 26,3″ N, 11° 32′ 17,7″ O).

#### Craimoosweiher
Der Craimoosweiher ist ein fast 15 Hektar großer Teich, der sich auf der Wasserscheide von Main und Pegnitz befindet. Das Wasser aus dem unter Naturschutz stehenden Craimoosweiher fließt sowohl nach Norden in den Roten Main als auch nach Süden über den Weihergraben in Richtung Pegnitz ab. Damit ist der Teich nicht nur eine hydrographische Besonderheit, sondern auch der Ursprung eines Kreises, der sich letztlich durch die Einmündung der Regnitz in den Main wieder schließt – eine in Europa recht seltene Gewässerbifurkation.

#### Bachkreuzung
Eine weitere Besonderheit ist eine sogenannte Bachkreuzung in einem kleinen Park in Pegnitz, dem Wiesweiher. Dort unterquert der aus der Teilung hervorgegangene, künstlich angelegte linke Arm der Fichtenohe, der Mühlbach, die geradeaus fließende Pegnitz (also seinen früheren rechten Arm) mit Hilfe eines Dükers von Nord nach Süd und fließt weiter zum Wasserberg. Der Düker wurde in den 1930er Jahren erbaut, zuvor floss der Mühlbach über eine hölzerne Flussbrücke.

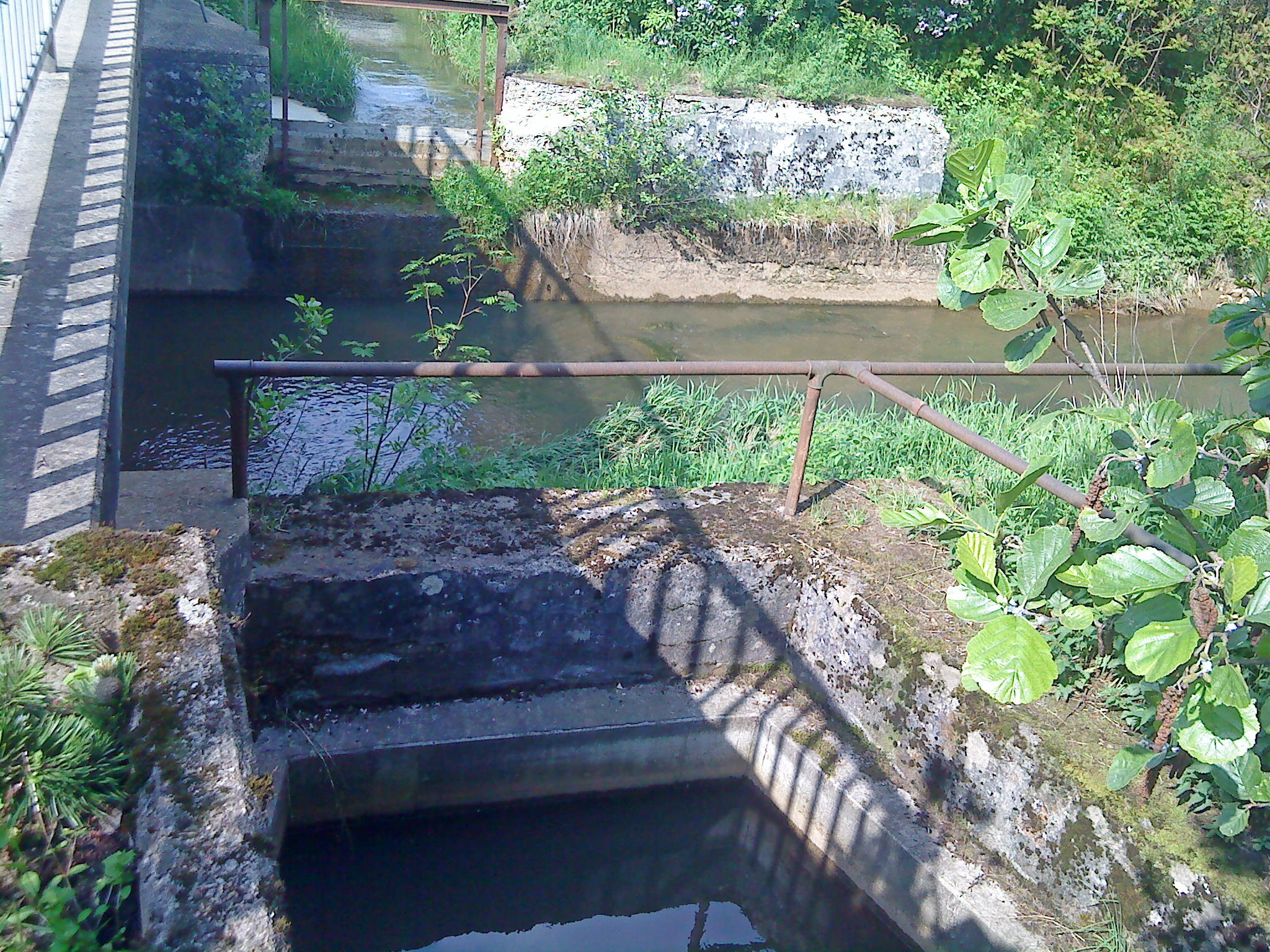
Bachkreuzung von Mühlbach und Pegnitz
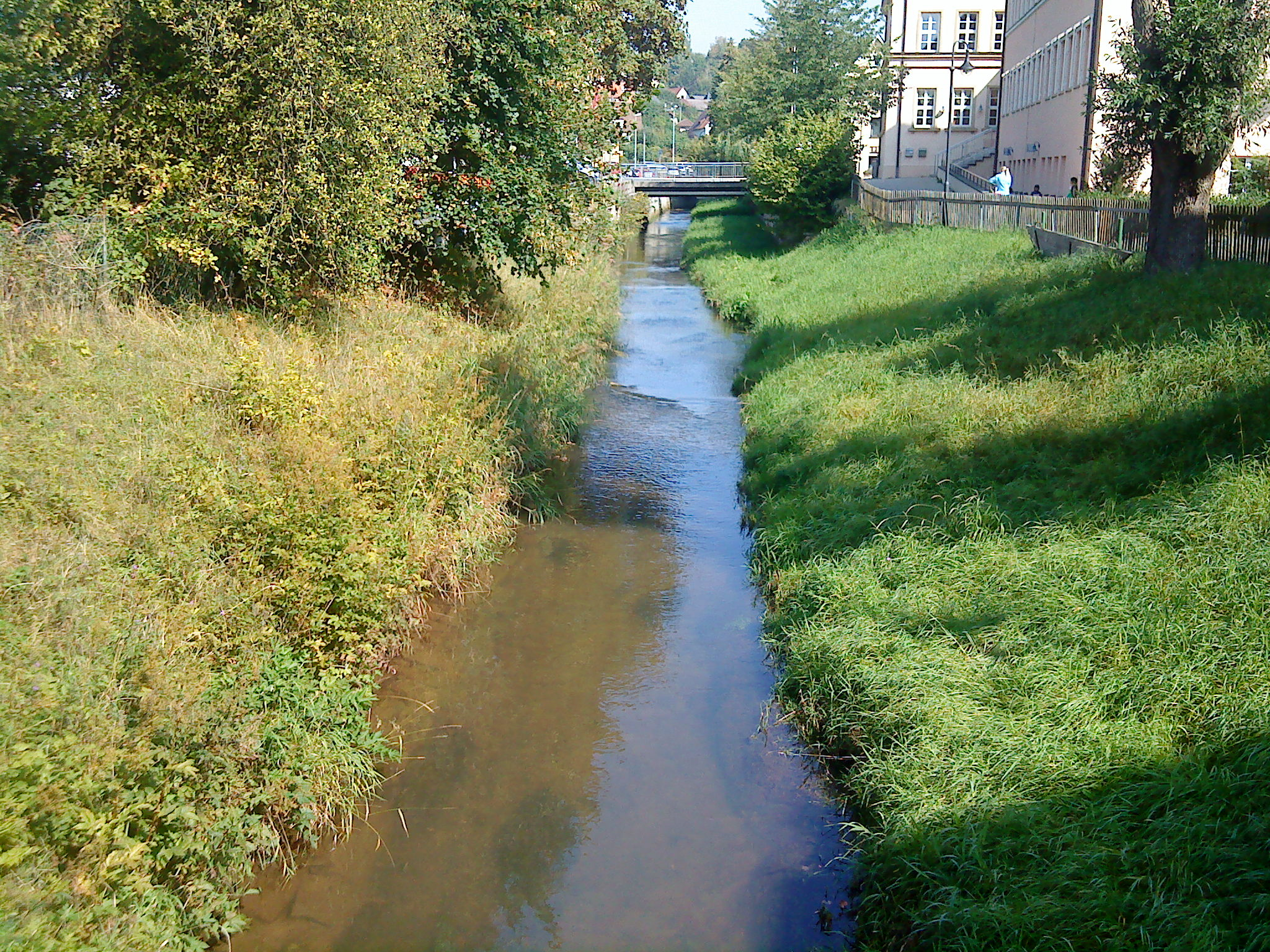
Die junge Pegnitz nach der Mündung des rechten Armes der Fichtenohe in Pegnitz

#### Unterirdischer Durchfluss
Am Naturdenkmal „Unterirdischer Durchfluss“ umfließt die Pegnitz den Wasserberg in weitem Bogen, während die Fichtenohe an der Röschmühle im Berg verschwindet. Nach 320 Meter Luftlinie tritt das Flüsschen am Südhang des Berges wieder aus und wendet sich endgültig der Pegnitz zu. Wie die Fichtenohe innerhalb des Berges fließt, ist unbekannt. Versuche mit angefärbtem Wasser ergaben jedoch, dass sie auf ihren verschlungenen Wegen durch das unterirdische Felsgeklüft etwa zwölfmal so viel Zeit benötigt wie die oberirdische Pegnitz. Die Schüttung am Wiederaustritt hat inzwischen erheblich nachgelassen, um die Jahrhundertwende sprudelte das Wasser am Südhang des Wasserberges noch kraftvoller aus dem Kalkstein. Außer dieser Hauptaustrittsstelle sind noch vier bis sechs weitere kleine Pseudoquellen bekannt, die besonders bei Hochwasser nach Gewittern zu beobachten sind.

### Flusslauf

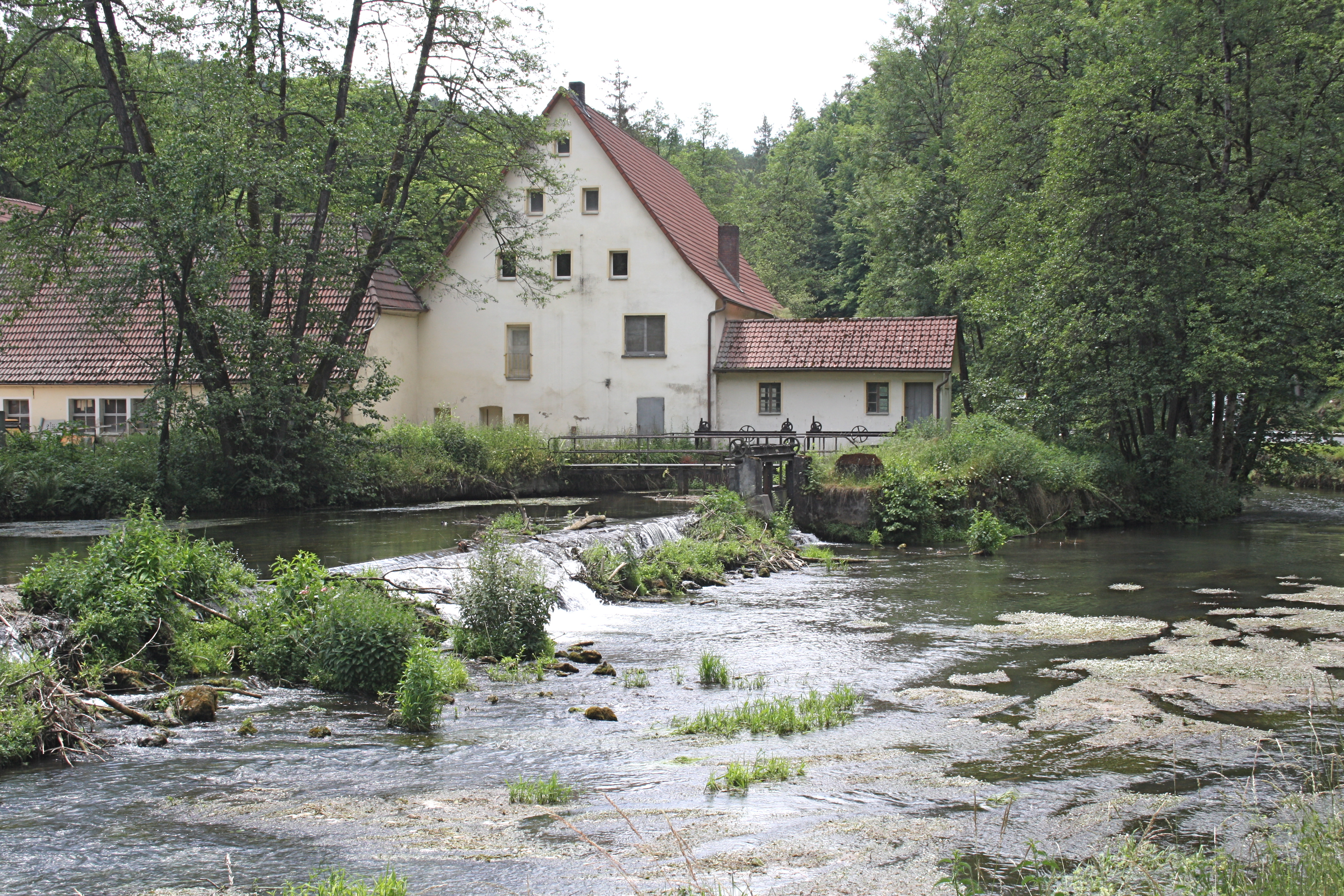
Wehr bei Velden

Die Pegnitz fließt in südlichen Richtungen über Neuhaus und Velden durch den Naturpark Fränkische Schweiz-Veldensteiner Forst und dann durch die Hersbrucker Schweiz über Hersbruck. Danach verläuft sie in westlicher Richtung über Lauf und Nürnberg nach Fürth. Nördlich der Fürther Innenstadt vereinigt sie sich auf 283 Meter Höhe mit der Rednitz zur Regnitz. Der längste Weg im Main-System führt über die Fichtenohe, Pegnitz (128,25 km) und Regnitz (63,76 km) in den Main (Mainkilometer 384,07) mit einer Gesamtlänge von 576,08 km.

### Einzugsgebiet
Die Pegnitz entwässert den südöstlich an die Fränkische Schweiz angrenzenden Teil der Fränkischen Alb. Das insgesamt 1230 km² große, orografische Einzugsgebiet umfasst auch verkarstete Hochflächen mit Trockentälern ohne oder mit nur periodischem oberirdischem Abfluss. Die Ostgrenze des Einzugsgebiets fällt mit der Europäischen Hauptwasserscheide zusammen.

### Zuflüsse
Tabelle der größeren Zuflüsse vom Ursprung zur Mündung:
- Fließgewässerkennziffer GKZ zur besseren Lesbarkeit mit Trenner nach dem gemeinsamen Präfix 2422, der GKZ der Pegnitz selbst.
- Länge jeweils mitsamt der Hauptstrang-Oberlauffolge.[7]

| Name (Abschnittsnamen, aufwärts)    | GKZ       | Länge [km] | EZG [km²] | von    | Mündungsort                                                             | Bemerkung                                                                                      |
| ----------------------------------- | --------- | ---------- | --------- | ------ | ----------------------------------------------------------------------- | ---------------------------------------------------------------------------------------------- |
| Fichtenohe                          | 2422-0000 | 14,70      | 00066,05  | links  | Pegnitz                                                                 | Ortsüblicher Name Fichtenohe, Hauptname Pegnitz.                                               |
| Flembach                            | 2422-2000 | 18,58      | 087,95    | links  | Auerbach in der Oberpfalz, Stadtteil Michelfeld                         | Nur kurzer Namensunterlauf Flembach nach Zusammenfluss von Fenkenwaldbach und Goldbrunnenbach. |
| Hirschbach (Oberlaufname Wildbach)  | 2422-3200 | 13,64      | 055,36    | links  | Pommelsbrunn, Ortsteil Eschenbach.                                      |                                                                                                |
| Högenbach                           | 2422-4000 | 20,55      | 112,90    | links  | Pommelsbrunn                                                            |                                                                                                |
| Happurger Bach (Alfelder Bach)      | 2422-5200 | 17,08      | 089,62    | links  | Happurg                                                                 |                                                                                                |
| Sittenbach                          | 2422-5400 | 12,07      | 042,47    | rechts | Hersbruck, Stadtteil Altensittenbach                                    |                                                                                                |
| Hammerbach                          | 2422-5600 | 13,64      | 040,51    | links  | Henfenfeld                                                              | mit linkem Haupt-Oberlauf Herrnbach                                                            |
| Sandbach (Sendelbach, Hopfengraben) | 2422-5800 | 06,14      | 012,88    | links  | Reichenschwand                                                          |                                                                                                |
| Schnaittach (Naifer Bach)           | 2422-6000 | 17,40      | 079,83    | rechts | Grenze Ottensoos/Neunkirchen am Sand                                    |                                                                                                |
| Nessenbach (Gänsegraben)            | 2422-7200 | 06,05      | 009,55    | links  | Neunkirchen am Sand, ggü.                                               |                                                                                                |
| Röttenbach                          | 2422-7400 | 12,93      | 029,95    | rechts | Neunkirchen am Sand                                                     |                                                                                                |
| Himmelbach (Bodengraben)            | 2422-7600 | 03,52      | 007,89    | links  | Lauf an der Pegnitz                                                     |                                                                                                |
| Bitterbach (Teufelsgraben)          | 2422-7800 | 06,91      | 018,66    | rechts | Lauf an der Pegnitz                                                     |                                                                                                |
| Röthenbach                          | 2422-8000 | 20,99      | 080,20    | links  | Röthenbach an der Pegnitz                                               |                                                                                                |
| Seelbach                            |           | 00,83      | 0003,88   | rechts | Grenze Rückersdorf/Schwaig bei Nürnberg, ggü. Röthenbach an der Pegnitz |                                                                                                |
| Schneidersbach (Zweibrücklesgraben) | 2422-9200 | 08,18      | 012,62    | links  | Nürnberg-Laufamholz                                                     |                                                                                                |
| Langwassergraben                    | 2422-9320 | 07,98      | 0009,01   | rechts | Nürnberg-Erlenstegen                                                    |                                                                                                |
| Tiefgraben                          | 2422-9400 | 03,43      | 010,66    | rechts | Nürnberg-Erlenstegen                                                    |                                                                                                |
| Goldbach (Hutgraben, Rehgraben)     | 2422-9600 | 10,35      | 059,24    | links  | Nürnberg-Wöhrd                                                          |                                                                                                |
| Poppenreuther Landgraben            |           | 4,74       | 0004,96   | rechts | nach Durchqueren von Fürth-Poppenreuth ggü. der Kernstadt von Fürth     |                                                                                                |

### Städte an der Pegnitz
Von der Quelle bis zur Mündung:
- Pegnitz
- Velden an der Pegnitz
- Hersbruck
- Lauf an der Pegnitz
- Röthenbach an der Pegnitz

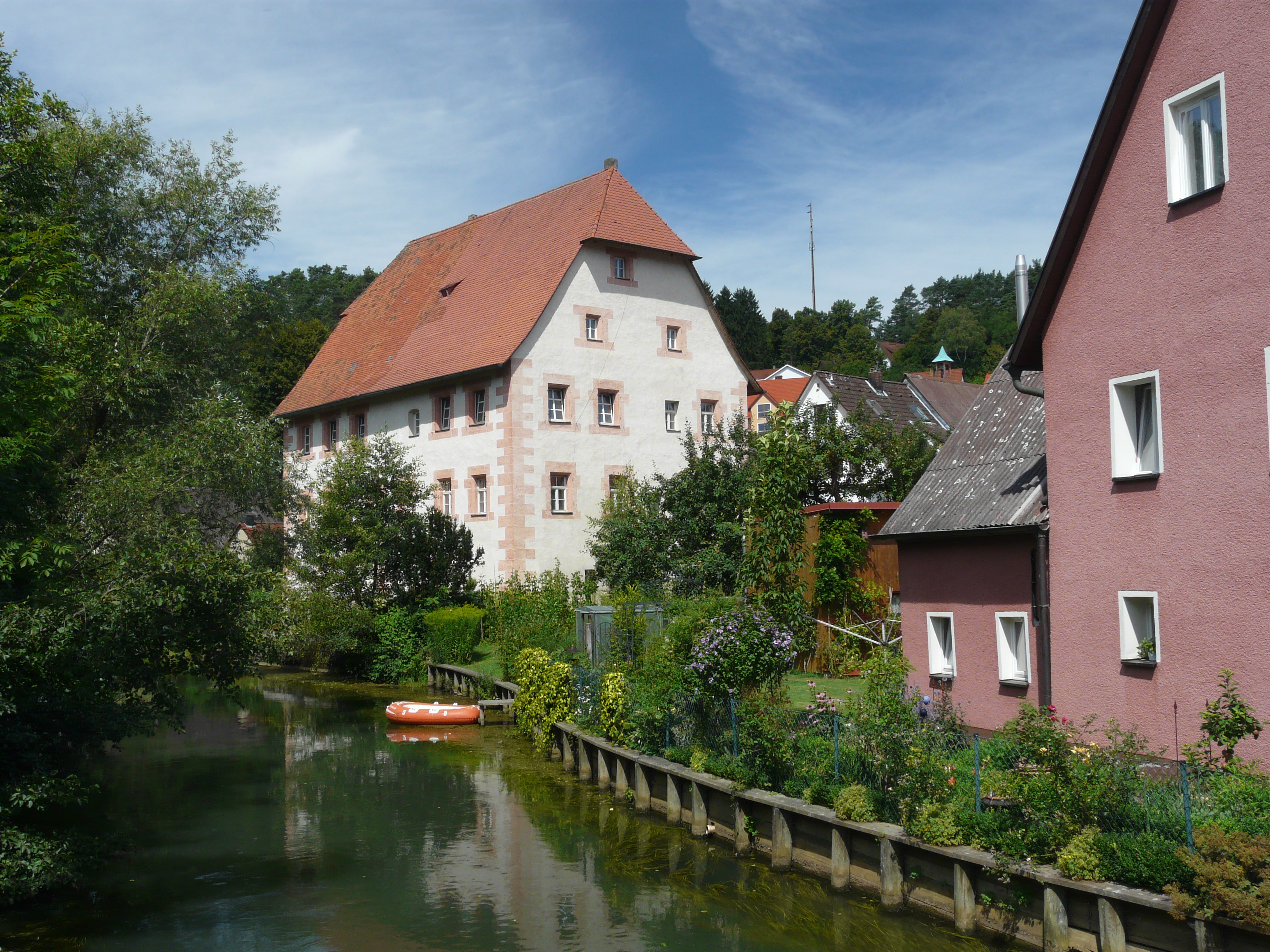
Ehemaliges Pflegerschloss am Pegnitzufer in Velden

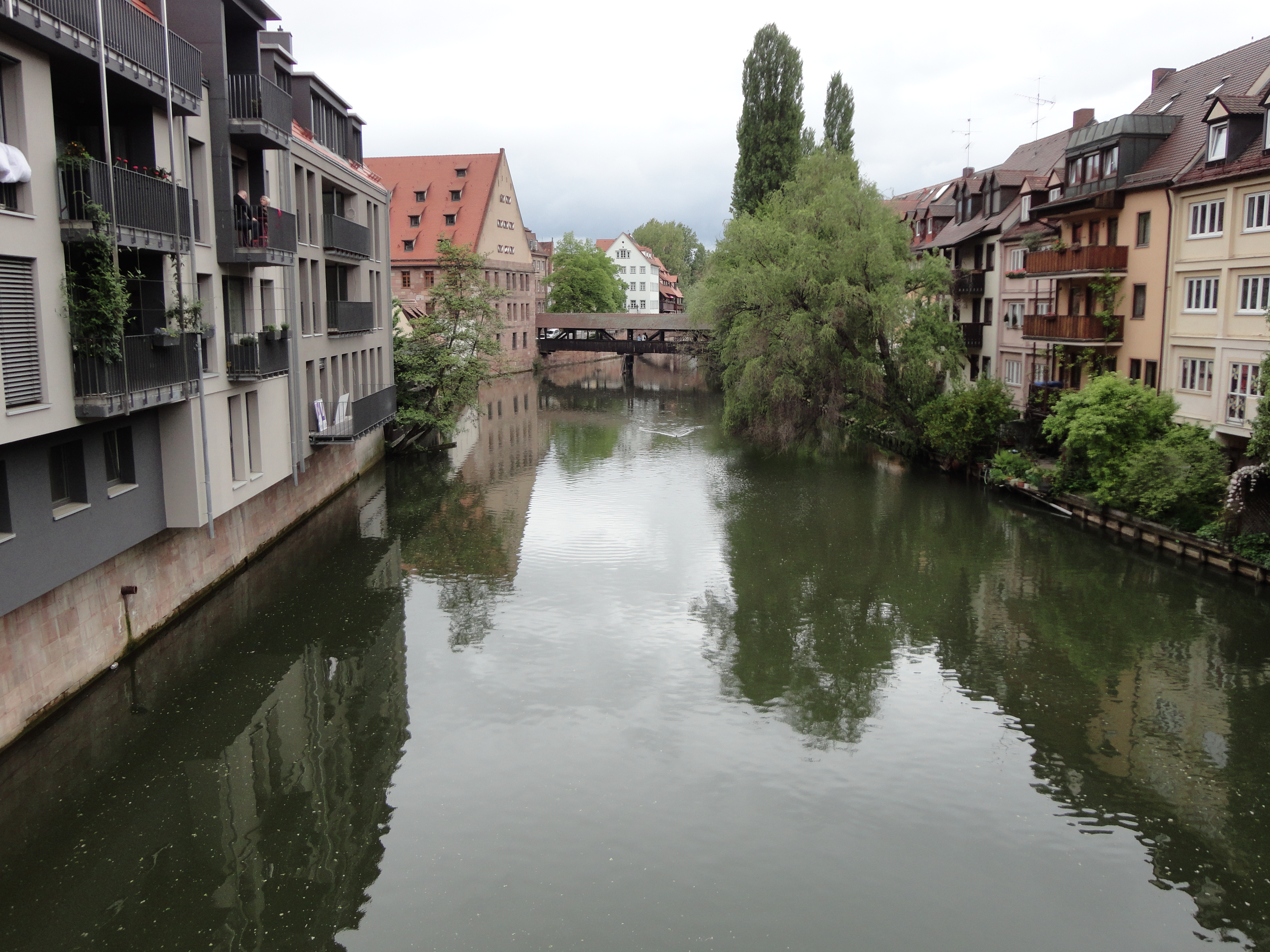
Ein Arm der Pegnitz in der Nürnberger Altstadt

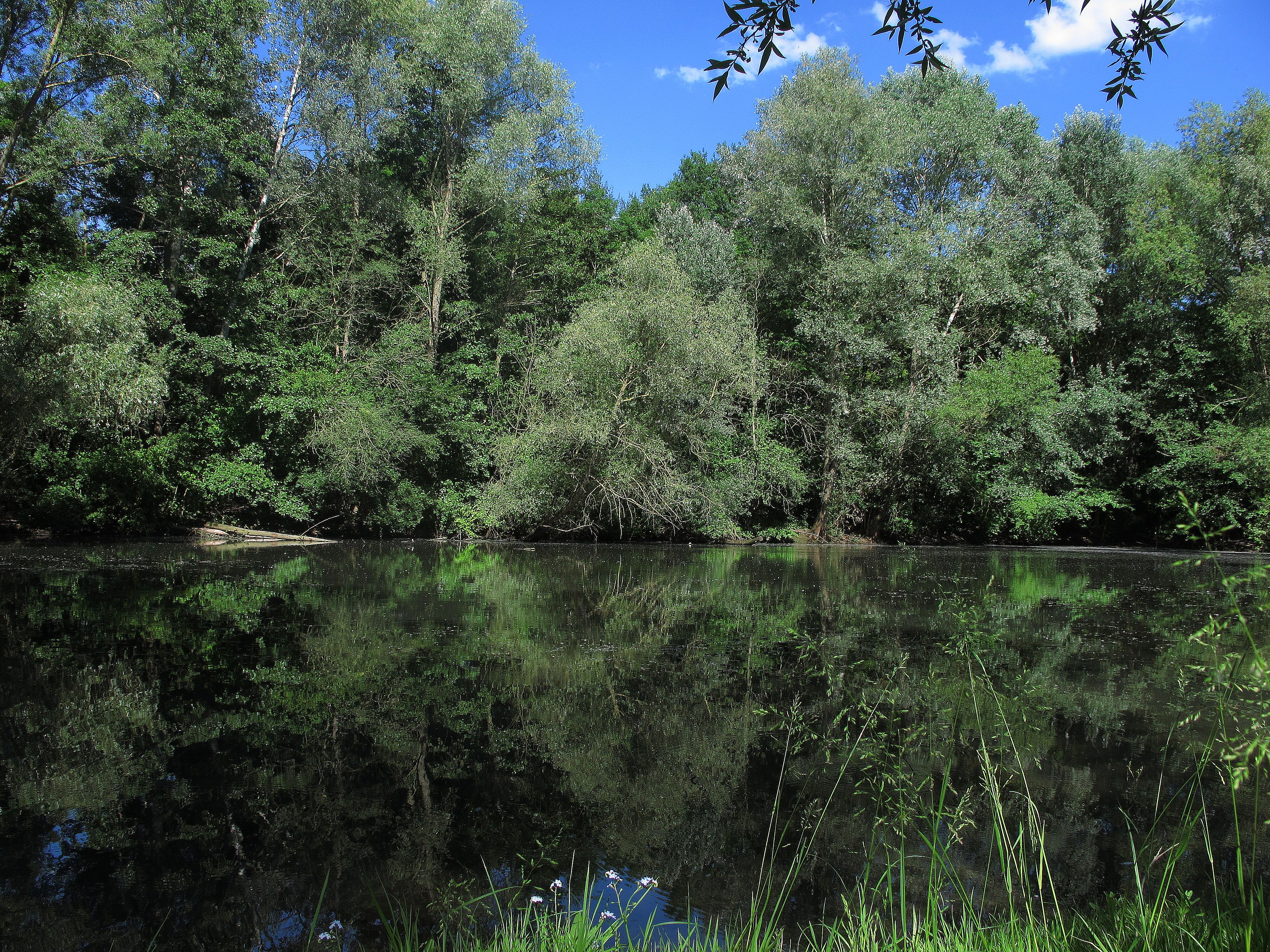
Altwasser der Pegnitz, Nürnberg-West

- Nürnberg: Im Stadtgebiet (circa 14 km) bildet der Fluss Nebenarme. Im östlichen Stadtgebiet wird er zum Wöhrder See aufgestaut. Zahlreiche Brücken und Stege überqueren das Gewässer, unter anderen die eiserne Hängebrücke (Kettensteg) aus dem Jahre 1824. Westlich der Maxbrücke gibt es ein Wehr. Im westlichen Stadtbereich wurde der Fluss in mehreren Abschnitten von 1998 bis 2001 renaturiert; dabei orientierte man sich an dem historischen Flussbett. Dort wurde auch ein Schöpfrad nach historischem Vorbild neu errichtet. Im Nürnberger Stadtgebiet befinden sich mehrere Wehre, die als Hochwasserschutz angelegt wurden. Es sind das Katharinen- und das Bauriedelwehr an der Insel Schütt, das Nägeleinswehr beim Weinstadel und das Großweidenmühlwehr an der Hallerwiese. Zum Wöhrder See sind zwei weitere Wehre anhängig.
- Fürth: Zahlreiche Brücken und Stege sind vorhanden. Im Rahmen des Projektes Uferstadt Fürth (Umgestaltung des ehemaligen Grundig-Firmensitzes zu einem Businesspark) wurde der Fluss 2003 im östlichen Stadtgebiet ebenfalls in ein naturnahes Bett verlegt; auf einer Länge von einem Kilometer sind zwei neue Schleifen und abgeflachte Ufer entstanden. Ein Teil des ehemaligen Flussbettes wurde als Altwasser beibehalten. Diese Maßnahme wurde von der Europäischen Union kofinanziert.

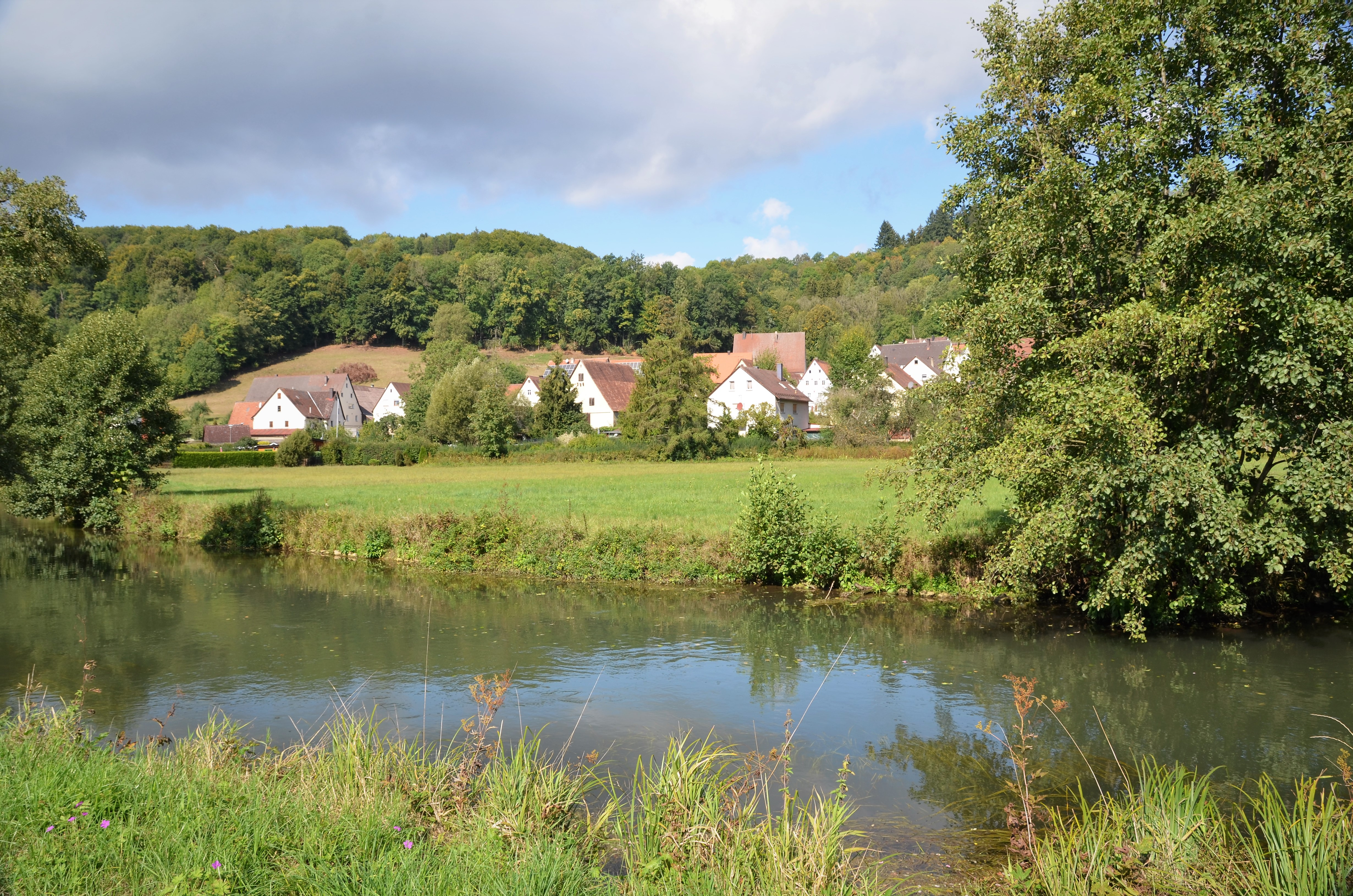
Die Pegnitz bei Düsselbach
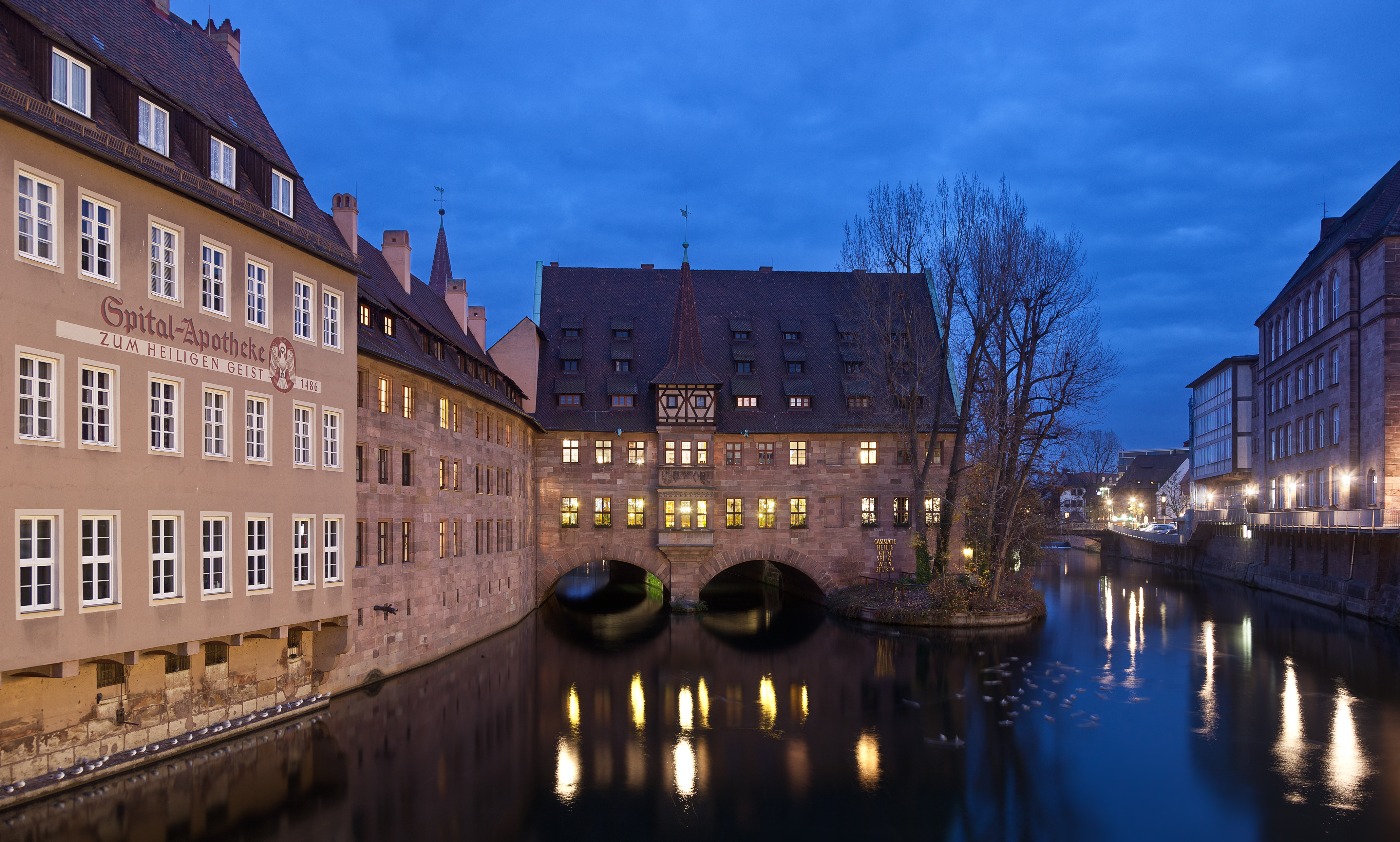
Pegnitz und Heilig-Geist-Spital in Nürnberg
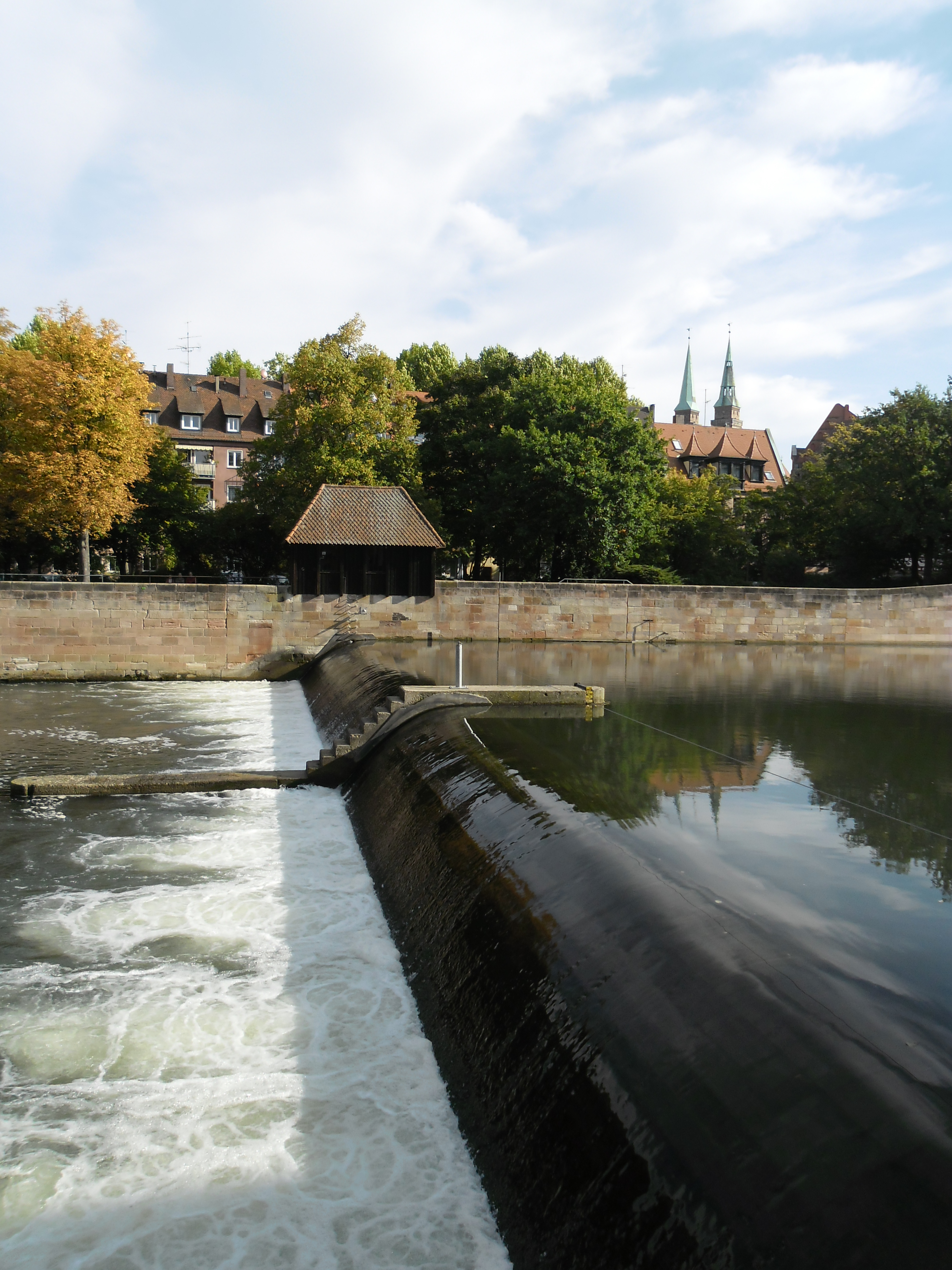
Nägeleinswehr Nürnberg

## Geschichte
Wenigstens seit dem Mittelalter ist die Pegnitz eine bedeutende Wirtschaftsader für die Region. Der Fischreichtum diente der Nahrungsversorgung und die Wasserkraft nutzte man für den Antrieb der Mühlen. 1390 baute Ulmann Stromer die Gleißmühle an der Pegnitz zur ersten Papiermühle nördlich der Alpen um, der Hadermühle (Hadern: altes Wort für Lumpen).
Nach dem großen Hochwasser im Februar 1909 (mit einem Abfluss von 370 m³/s) wurde der Fluss durch Begradigungen im Nürnberger Stadtgebiet um etwa vier Kilometer verkürzt.
Seit 1996 werden Planungen und Maßnahmen verfolgt, den Lauf des Flusses zwischen Nürnberg und Fürth durch Schleifen wieder zu verlängern und somit naturnah zu gestalten.

## Bildung und Freizeit
Östlich der Nürnberger Kernstadt zwischen Mögeldorf und Hammer bei Laufamholz hat das Wasserwirtschaftsamt Nürnberg den Naturerlebnispfad Pegnitztal-Ost mit über 20 Stationen eingerichtet.
Die Pegnitz weist wenige Stromschnellen und Staustufen auf und kann in einigen Abschnitten mit Kanu und Kajak befahren werden. Seit 2012 darf die Pegnitz im westlichen Stadtgebiet von Nürnberg ab Höhe Lederersteg wieder mit kleinen Wasserfahrzeugen ohne Antrieb befahren werden. Das Befahrungsverbot in der Innenstadt ist aus Sicherheitsgründen (z. B. unbefahrbare Wehre ohne Umtragemöglichkeit, hohe Ufermauern) weiterhin gültig.
Auf einer Strecke des oberen und mittleren Pegnitztales von etwa 30 km verläuft ab Hersbruck bzw. ab Hohenstadt der Pegnitztalradweg.

## Listen und verwandte Themen
- Liste der Nebenflüsse des Mains